# Пронькасы
Пронькасы́ (чув. Пранькка) — деревня в Чебоксарском районе Чувашской Республики. Входит в состав Янышского сельского поселения.

## География
Находится в северной части Чувашии на расстоянии приблизительно 22 км на запад-юго-запад по прямой от районного центра поселка Кугеси.

## История
Известна с 1858 года. В 1906 году было 27 дворов, 129 жителей, в 1926 — 22 двора, 118 жителей, в 1939—126 жителей, в 1979—145. В 2002 году было 32 двора, в 2010 — 26 домохозяйств. В период коллективизации был образован колхоз «Дружина», в 2010 году работало ЗАО «Прогресс».

## Население
Постоянное население составляло 81 человек (чуваши 100 %) в 2002 году, 81 в 2010.